# Chen Fei
Dans ce nom, le nom de famille, Chen, précède le nom personnel.
Pour les articles homonymes, voir Chen.
Chen Fei (chinois : 陈飞), née le 30 octobre 1990 à Tianjin, est une judokate chinoise.

## Palmarès international en judo
| Jeux asiatiques     | Jeux asiatiques | Jeux asiatiques |
| Année               | Médaille        | Catégorie       |
| ------------------- | --------------- | --------------- |
| 2010                | bronze          | –70 kg          |
| 2014                | bronze          | –70 kg          |
| Championnats d'Asie |                 |                 |
| Année               | Médaille        | Catégorie       |
| 2011                | bronze          | –70 kg          |
| 2021                | bronze          | –78 kg          |